# Kanton La Canourgue
Der Kanton La Canourgue ist seit 1790 ein französischer Wahlkreis in den Arrondissements Florac und Mende im Département Lozère in der Region Okzitanien; sein Hauptort ist La Canourgue.

## Gemeinden
Der Kanton besteht aus acht Gemeinden mit insgesamt 5908 Einwohnern (Stand: 1. Januar 2022) auf einer Gesamtfläche von 470,14 km²:
| Gemeinde                 | Einwohner 1. Januar 2022 | Fläche km² | Dichte Einw./km² | Code INSEE | Postleitzahl | Arrondissement |
| ------------------------ | ------------------------ | ---------- | ---------------- | ---------- | ------------ | -------------- |
| Banassac-Canilhac        | 1.069                    | 24,68      | 43               | 48017      | 48500        | Mende          |
| Chanac                   | 1.421                    | 71,14      | 20               | 48039      | 48230        | Mende          |
| La Canourgue             | 2.095                    | 104,29     | 20               | 48034      | 48500        | Mende          |
| La Malène                | 131                      | 40,68      | 3                | 48088      | 48210        | Florac         |
| La Tieule                | 95                       | 24,00      | 4                | 48191      | 48500        | Mende          |
| Laval-du-Tarn            | 103                      | 36,85      | 3                | 48085      | 48500        | Mende          |
| Massegros Causses Gorges | 936                      | 159,36     | 6                | 48094      | 48500        | Florac         |
| Saint-Saturnin           | 58                       | 9,14       | 6                | 48181      | 48500        | Mende          |
| Kanton La Canourgue      | 5.908                    | 470,14     | 13               | 4802       | –            | –              |

Bis zur landesweiten Neuordnung der französischen Kantone im März 2015 gehörten zum Kanton La Canourgue die sechs Gemeinden Banassac, Canilhac, La Canourgue, La Tieule, Laval-du-Tarn und Saint-Saturnin. Sein Zuschnitt entsprach einer Fläche von 198,96 km2. Er besaß vor 2015 den INSEE-Code 4804.

## Veränderungen im Gemeindebestand seit der landesweiten Neuordnung der Kantone
2017:
- Fusion Montbrun (Kanton Florac), Quézac (Kanton Florac) und Sainte-Enimie → Gorges du Tarn Causses
- Fusion Le Massegros, Le Recoux, Les Vignes, Saint-Georges-de-Lévéjac und Saint-Rome-de-Dolan → Massegros Causses Gorges

2016:
- Fusion Banassac und Canilhac → Banassac-Canilhac